# Cala Envasté
Cala Envasté o Cala En Baster es una playa que está situada en la isla de Formentera, en la comunidad autónoma de las Islas Baleares, España.
Es una playa de grava nudista que recibe pocos visitantes. No posee servicios, ni equipo de salvamento.